# Bezirk Tione
Der Bezirk Tione war ein Politischer Bezirk in der Gefürsteten Grafschaft Tirol. Der Bezirk umfasste Gebiete im südwestlichen Trentino. Sitz der Bezirkshauptmannschaft war die Gemeinde Tione. Das Gebiet wurde nach dem Ersten Weltkrieg Italien zugeschlagen.

## Geschichte
Die modernen, politischen Bezirke der Habsburgermonarchie wurden 1868 im Zuge der Trennung der politischen von der judikativen Verwaltung geschaffen.
Der Bezirk Tione wurde dabei 1868 aus den Gerichtsbezirken Condino, Tione und Stenico gebildet.
Im Bezirk Tione lebten 1869 34.647 Personen, wobei der Bezirk 5825 Häuser beherbergte und 21,38 Quadratmeilen umfasste.
Der Bezirk Tione umfasste 1910 eine Fläche von 1226,79 km² und beherbergte eine Bevölkerung von 36.928 Personen, davon hatten 35.955 Italienisch oder Ladinisch, 264 Deutsch und 709 eine andere Sprache als Umgangssprache angegeben oder waren Staatsfremde. Der Bezirk bestand aus drei Gerichtsbezirken mit 66 Gemeinden. Durch die Grenzbestimmungen des am 10. September 1919 abgeschlossenen Vertrages von Saint-Germain wurde der Bezirk Tione zur Gänze Italien zugeschlagen.

## Gemeinden
Der Bezirk Tione umfasste 1910 die 66 Gemeinden Bleggio Inferiore, Bleggio Superiore, Bocenago, Bolbeno, Bolone, Bondo, Bondone, Borzago, Breguzzo, Brione, Caderzone, Campo, Carisolo, Castello, Cimego, Cologna, Comano, Condino, Creto, Daone, Dare, Darzo, Dorsino, Fiave, Fisto, Giustino, Javre, Lardaro, Lodrone, Lundo, Magasa, Massimeno, Moerna, Montagne, Mortaso, Pelugo, Persone, Pinzolo, Por, Praso, Premione, Preore, Prezzo, Ragoli, Roncone, San Lorenzo, Saone, Sclemo, Seo, Stenico, Storo, Strada, Strembo, Stumiaga, Tavodo, Tione, Turano, Verdesina, Vigo Rendena, Villa Banale, Villa Rendena und Zuclo.